# Tramandaí
Tramandaí là một đô thị thuộc bang Rio Grande do Sul, Brasil. Đô thị này có diện tích 143,918 km², dân số năm 2007 là 39950 người, mật độ 277,59 người/km².